# ایپ
ایپ (به اسپانیایی: Aipe) یک سکونتگاه مسکونی در کلمبیا است که در Andean Region واقع شده‌است.

## خصوصیات
ایپ ۸۰۱٫۰۴ کیلومترمربع مساحت و ۱۹٬۹۲۸ نفر جمعیت دارد.